# Дудоров, Николай Павлович
Николай Павлович Дудоров (9 [22] мая 1906, Мишнево, Владимирская губерния — 9 марта 1977, Москва) — советский партийный и государственный деятель. Министр внутренних дел СССР (1956—1960). Член ЦК КПСС (1956—1961).

## Биография
Родился в деревне Мишнево (ныне — в Камешковском районе Владимирской области).
- 1922—1929 гг. — ученик, мастер Московского хрустального завода им. М. И. Калинина.
- 1929—1934 гг. — студент Московского химико-технологического института[1].
- 1934—1937 гг. — начальник цеха «Триплекс» завода «Автостекло», Москва.
- В августе — ноябре 1937 — начальник производственно-распределительного отдела Главтехстекло Наркомата тяжёлой промышленности СССР.
- 1937—1939 гг. — заместитель секретаря, секретарь парткома ВКП(б) Наркомата тяжёлой промышленности СССР.
- 1939—1940 гг. — заместитель начальника Главного управления цементной промышленности, заместитель начальника Главного управления строительного стекла НК промышленности строительных материалов СССР (НКПСМ).
- 1940—1941 гг. — управляющий делами НКПСМ СССР.
- 1941—1943 гг. — начальник Главного управления термоизоляции НКПСМ СССР.
- 1943—1947 гг. — начальник Главного управления термоизоляции Наркомата (министерства) строительства СССР.
- 1947—1949 гг. — начальник Главного управления гипсовой промышленности Министерства промышленности строительных материалов СССР.
- 1949—1950 гг. — секретарь парткома МПСМ СССР.
- С июля 1950 года работает рядом с Н. Хрущёвым, тогда главой московской парторганизации, как заведующий Отделом строительства Московского городского комитета ВКП(б), с августа 1952 — заместитель председателя Исполнительного комитета Московского городского совета.
- С декабря 1954 — заведующий Отделом строительства ЦК КПСС.
- Министр внутренних дел СССР с 31 января 1956[2] по 1 мая 1960 года[3][4][5]. Как отмечал сын Н. С. Хрущёва Сергей Хрущёв в книге «Никита Хрущев. Реформатор», Круглова Хрущёв заменил «на своего старого знакомого, в недавнем прошлом заместителя председателя Моссовета, Николая Павловича Дудорова». Находясь на посту министра в 1959 году предпринял безуспешную попытку сворачивания агентурной работы милиции[6].
- 1960—1967 гг. — генеральный комиссар Всемирной выставки 1967 года в Москве.
- 1962—1972 гг. — начальник Главмоспромстройматериалов при Мосгорисполкоме — министр СССР.

С 1972 года на пенсии.
Написал воспоминания «Пятьдесят лет борьбы и труда» (не опубликованы).
Младший сын Павел погиб при невыясненных обстоятельствах (падение с лестницы). Кроме него, у Дудорова была дочь Лариса (в замужестве Семёнова), умерла 21 декабря 2021 года от болезни, в возрасте 84 лет..
Скончался 9 марта 1977 года, похоронен на Новодевичьем кладбище.

## Награды
- два ордена Ленина (в том числе 21.05.1956)
- орден Трудового Красного Знамени
- орден Красной Звезды